# L'Encoconnage
 (mai 2025).
Motif : Article orphlin, avec bien peu de sources montrant la notoriété de cette performance.
- Archive Wikiwix
- Bing
- Cairn
- DuckDuckGo
- E. Universalis
- Gallica
- Google
- G. Books
- G. News
- G. Scholar
- Persée
- Qwant
- (zh) Baidu
- (ru) Yandex
- (wd) trouver des œuvres sur Wikidata

| 1. | Préciser le motif de la pose du bandeau. | Précisez le motif de la pose du bandeau en utilisant la syntaxe suivante : {{admissibilité à vérifier\|date=mai 2025\|motif=remplacez ce texte par le motif}}                      |
| 2. | Informer les utilisateurs concernés.     | Pensez à avertir le créateur de l'article, par exemple, en insérant le code ci-dessous sur sa page de discussion : {{subst:avertissement admissibilité à vérifier\|L'Encoconnage}} |

 (août 2023).
L'Encoconnage est le titre de la première performance de l'artiste française Françoise Janicot. Elle la réalise en 1972 dans un contexte de revendications sociales et féministes à la suite des manifestations de 1968. 
L'œuvre est avant tout constituée de l'action de Janicot : elle s'enroule d'une épaisse ficelle jusqu'à ne plus pouvoir respirer. Cette dernière est coupée juste avant la perte de conscience. Le tout est accompagné d'un enregistrement de Passe-partout n°9 composé par Bernard Heidsieck, son époux. 
Parallèlement, Janicot avait déjà commencé à pratiquer la photographie. C'est pourquoi, elle documente aussi Encoconnage grâce à ce médium. Les photographies font donc partie de l'œuvre et ce sont ces témoignages que conserve le Centre Pompidou. 

## Interprétation
Françoise Janicot s'inscrit dans le courant de l'art féministe. Elle cherche à dénoncer l'infériorité des femmes dans la société et leurs conditions de vie. L'Encoconnage apparait alors comme une métaphore de l'enfermement, aussi bien symbolique dans le patriarcat que matériellement à l'intérieur de la maison. Elle veut inciter à prendre conscience du bâillonnement des femmes et de toutes les contraintes qui pèsent sur elles et les empêchent de se mouvoir. 
Le titre qui renvoie au cocon animal rappelle également l'idée d'un enfermement, d'une impossibilité de bouger. 